# THE ALFEE SINGLE HISTORY VOL.II 1983-1986
『THE ALFEE SINGLE HISTORY VOL.II 1983-1986』（アルフィー・シングル・ヒストリー VOL.II）は、1994年11月20日に発売されたアルフィー14枚目のベスト・アルバム。

## 概要
THE ALFEEは1994年デビュー20周年を迎えた。それを記念して、1979年のポニーキャニオン移籍から1994年までに発売されたシングル40枚の表題曲・カップリング曲を発売順に収録した、シングル・ヒストリー・アルバムの発売に至った。本作は、第2号アルバム。タイトル内のグループ名表記はアルファベット表記が冠詞が付いた「THE ALFEE」となっているのに対し、片仮名表記は、冠詞が無い。初回生産分のみ、CD判大の本作収録10枚のシングル・レコード・ジャケット・カードが付属されていた。

## 収録曲
全曲　作詞・作曲：高見沢俊彦（特記以外）

### DISC.1
1. 暁のパラダイス・ロード
編曲：ALFEE with 井上鑑
2. 祈り
編曲：ALFEE
3. メリーアン
作詞：高見沢俊彦・高橋研 編曲：ALFEE
4. ラジカル・ティーンエイジャー
編曲：ALFEE with 井上鑑
5. 星空のディスタンス
作詞：高見沢俊彦・高橋研 編曲：ALFEE
6. DOWNTOWN STREET
編曲：ALFEE
7. STARSHIP -光を求めて-
作詞：高見沢俊彦・高橋研 編曲：ALFEE with 井上鑑
8. 愛の鼓動
編曲：ALFEE with 井上鑑
9. 恋人達のペイヴメント
作詞：高見沢俊彦・高橋研 編曲：ALFEE
10. ロールオーバー・イエスタディ
編曲：ALFEE

### DISC.2
1. シンデレラは眠れない
作詞：高見沢俊彦・高橋研 編曲：ALFEE
2. A Last Song
編曲：ALFEE
3. 霧のソフィア
作詞：高見沢俊彦・高橋研 編曲：ALFEE
4. BLUE AGE REVOLUTION
編曲：ALFEE
5. 風曜日、君をつれて
編曲：ALFEE
6. 世にも悲しい男の物語
編曲：ALFEE
7. SWEAT&TEARS
編曲：THE ALFEE
8. 風よ教えて
編曲：THE ALFEE
9. ROCKDOM -風に吹かれて-
編曲：THE ALFEE
10. DAYS GONE BY
編曲：THE ALFEE 訳詞：Linda Hennrick